# IC 499
IC 499 — галактика типу Sa (спіральна галактика) у сузір'ї Жираф.
Цей об'єкт міститься в оригінальній редакції індексного каталогу.